# Pema Tseden
Pema Tseden (tibetà པད་མ་ཚེ་བརྟན། Wylie pad ma tshe brtan), també anomenat Wanma Tsaidan (xinès 万玛才旦|t=萬瑪才旦 pinyin Wàn mǎ cái dàn, nascut el desembre de 1969 i mort el 8 de maig de 2023), va ser un director de cinema, guionista, productor, escriptor i traductor tibetà. Era membre del China Film Directors' Guild, de l'Associació de Cinema Xinesa i de l'Associació de Literatura Cinematogràfica Xinesa.

## Biografia

### Infància i joventut
Pema Tseden va néixer en una família de pastors al districte de Trika (tibetà: Khri ka, xinès: Guide), a l'actual província de Qinghai, el desembre de 1969, durant la Revolució Cultural. Era l'únic dels tres germans que va acabar l'escola. Es va graduar a la Universitat de les Nacionalitats del Nord-oest, a Lanzhou, on es va especialitzar en llengua i literatura tibetanes. Després de graduar-se, va treballar com a professor de primària i funcionari. Més endavant, i gràcies a una beca de la fundació Trace, Pema Tseden va cursar estudis avançats a l'escola de cinema més prestigiosa de la Xina, l'Acadèmia de Cinema de Pequín, on es va convertir en el primer estudiant tibetà de l'Acadèmia.

### Carrera
El primer llargmetratge de Pema Tseden, The Silent Holy Stones (tibetà: Lhing 'jags kyi ma ni rdo 'bum), va guanyar el Millor Debut en Direcció als Premis Golden Rooster, Premi Nou Talent Asiàtic al Millor Director al 9è Festival Internacional de Cinema de Xangai, Premi Especial del Jurat al 8è Festival de Cinema de Changchun i Millor Primera pel·lícula al 13è Festival de Cinema d'Estudiants de la Universitat de Pequín.
El 2009 Xunzhao zhimei gengdeng va guanyar el Premi Especial del Jurat al 12è Festival Internacional de Cinema de Xangai i va ser nominada al Premi Golden Goblet.
Tharlo, una adaptació cinematogràfica basada en la novel·la curta homònima d'ell mateix, va guanyar el Millor guió adaptat al 52è Festival i Premis de Cinema Golden Horse, també premia al 23è Festival de cinema d'estudiants universitaris de Pequín, i la pel·lícula va ser nominada per a Lleó d'Or al 72a Mostra Internacional de Cinema de Venècia.
Pema Tseden va ser detingut per la policia a l'aeroport de Xining (Qinghai) a finals de juny de 2016 i va ser hospitalitzat després d'haver estat sotmès a un interrogatori durant tota la nit.

## Filmografia
| Any  | Títol internacional     | Títol tibetà         | Títol xinès      | Notes |
| ---- | ----------------------- | -------------------- | ---------------- | ----- |
| 2004 | The Grassland           | རྩྭ་ཐང་།               | 草原             | [ 8 ] |
| 2004 | The Weatherman's Legacy |                      | 最后的防雹师     |       |
| 2005 | The Silent Holy Stones  | ལྷིང་འཇགས་ཀྱི་མ་ཎི་རྡོ་འབུམ། | 静静的嘛呢石     |       |
| 2007 | The Search              | འཚོལ།                 | 寻找智美更登     |       |
| 2007 |                         | 嘎陀大法会           |                  |       |
| 2007 |                         | 桑耶寺               |                  |       |
| 2009 | Flares Wafting in 1983  |                      | 喇叭裤飘荡在1983 |       |
| 2011 | Old Dog                 | ཁྱི་རྒན།                | 老狗             | [ 9 ] |
| 2014 | The Sacred Arrow        | གཡང་མདའ།             | 五彩神箭         |       |
| 2015 | Tharlo                  | ཐར་ལོ།                | 塔洛             |       |
| 2018 | Jinpa                   | ལག་དམར།              | 撞死了一只羊     |       |
| 2019 | Balloon                 | དབུགས་ལྒང་།            | 气球             |       |

## Premis
| Any  | Premi                                            | Categoria                                 | Obra                           | Resultat  | Notes  |
| ---- | ------------------------------------------------ | ----------------------------------------- | ------------------------------ | --------- | ------ |
| 2005 | 25ns Premis Golden Rooster                       | Millor debut com a director               | Lhing 'jags kyi ma ni rdo 'bum | Guanyador |        |
| 2005 | 10è Festival Internacional de Cinema de Busan    | Premi Nous Corrents                       | Lhing 'jags kyi ma ni rdo 'bum | Nominat   |        |
| 2006 | 9è Festival Internacional de Cinema de Xangai    | Premi Asian New Talent al millor director | Lhing 'jags kyi ma ni rdo 'bum | Guanyador |        |
| 2006 | 8è Festival de Cinema de Changchun               | Millor director                           | Lhing 'jags kyi ma ni rdo 'bum | Nominat   |        |
| 2006 | 8è Festival de Cinema de Changchun               | Premi Especial del Jurat                  | Lhing 'jags kyi ma ni rdo 'bum | Guanyador |        |
| 2006 | 13th Beijing College Student Film Festival       | Millor primera obra                       | Lhing 'jags kyi ma ni rdo 'bum | Guanyador |        |
| 2007 | 7è Premi Chinese Film Media                      | Millor nou director                       | Lhing 'jags kyi ma ni rdo 'bum | Nominat   |        |
| 2009 | 12è Festival Internacional de Cinema de Xangai   | Golden Goblet                             | Xunzhao zhimei gengdeng        | Nominat   |        |
| 2009 | 12è Festival Internacional de Cinema de Xangai   | Premi Especial del Jurat                  | Xunzhao zhimei gengdeng        | Guanyador |        |
| 2009 | 7è Festival Internacional de Cinema de Bangkok   | Gran Premi del Jurat                      | Xunzhao zhimei gengdeng        | Guanyador |        |
| 2009 | 62è Festival Internacional de Cinema de Locarno  | Millor pel·lícula                         | Xunzhao zhimei gengdeng        | Nominat   |        |
| 2009 | 25è Festival Internacional de Cinema de Varsòvia | Millor pel·lícula                         | Xunzhao zhimei gengdeng        | Nominat   |        |
| 2009 | 3r Festival de Cinema Digital de Seul            | Millor pel·lícula                         | Xunzhao zhimei gengdeng        | Nominat   |        |
| 2009 | 53rd London International Film Festival          | Millor pel·lícula                         | Xunzhao zhimei gengdeng        | Nominat   |        |
| 2009 | Nantes Three Continents Film Festival            | Millor pel·lícula                         | Xunzhao zhimei gengdeng        | Nominat   |        |
| 2009 | 16th Festival de Cinema Universitat de Beijing   | Millor pel·lícula                         | Xunzhao zhimei gengdeng        | Nominat   |        |
| 2011 | 12è Tokyo Future International Film Festival     | Millor pel·lícula                         | Khyi rgan                      | Guanyador |        |
| 2012 | Festival de Cinema de Brooklyn                   | Millor pel·lícula nadiua                  | Khyi rgan                      | Guanyador | [ 10 ] |
| 2014 | 17th Festival Internacional de Cinema de Xangai  | Golden Goblet                             | The Sacred Arrow               | Nominat   |        |
| 2015 | Chinese Film Directors Association               | Guionista de l'any                        | The Sacred Arrow               | Nominat   |        |
| 2015 | 72na Mostra Internacional de Cinema de Venècia   | Lleó d'Or                                 | Tharlo                         | Nominat   |        |
| 2015 | 52ns Festival i Premis Golden Horse de Cinema    | Millor director                           | Tharlo                         | Nominat   |        |
| 2015 | 52ns Festival i Premis Golden Horse de Cinema    | Millor guió adaptat                       | Tharlo                         | Guanyador |        |
| 2015 | 52ns Festival i Premis Golden Horse de Cinema    | Millor pel·lícula                         | Tharlo                         | Nominat   |        |
| 2016 | 23rè Beijing College Student Film Festival       | Premi Exploració artística                | Tharlo                         | Guanyador |        |
| 2016 | 23rè Beijing College Student Film Festival       | Millor pel·lícula                         | Tharlo                         | Nominat   |        |
| 2016 | 23rè Beijing College Student Film Festival       | Millor director                           | Tharlo                         | Nominat   |        |
| 2016 | 22nd Visul Asia International Film Festival      | Premi Golden Tricycle                     | Tharlo                         | Guanyador |        |
| 2016 | 22nd Visul Asia International Film Festival      | Premi Paris Oriental Language             | Tharlo                         | Guanyador |        |
| 2016 | 16th Tokyo Filmex                                | Millor pel·lícula                         | Tharlo                         | Guanyador |        |
| 2016 | 16th Tokyo Filmex                                | Premi del Jurat Estudiant                 | Tharlo                         | Guanyador |        |
| 2016 | 12th China Independent Film Exhibition           | Millor pel·lícula de l’any                | Tharlo                         | Guanyador |        |
| 2016 | 17th Chinese Film Media Awards                   | Millor pel·lícula                         | Tharlo                         | Nominat   |        |
| 2016 | 17th Chinese Film Media Awards                   | Millor director                           | Tharlo                         | Nominat   |        |
| 2016 | 17th Chinese Film Media Awards                   | Millor guió                               | Tharlo                         | Nominat   |        |
| 2017 | 31ns Premis Golden Rooster                       | Millor pel·lícula de baix pressupost      | Tharlo                         | Guanyador |        |
| 2018 | 75a Mostra Internacional de Cinema de Venècia    | Millor guió                               | Jinpa                          | Guanyador | [ 11 ] |
| 2018 | 55ns Premis Golden Horse                         | Millor director                           | Jinpa                          | Nominat   |        |
| 2018 | 55ns Premis Golden Horse                         | Millor guió adaptat                       | Jinpa                          | Nominat   |        |
| 2018 | 3rd Lizhi International Film Festival            | Millor pel·lícula                         | Jinpa                          | Guanyador |        |
| 2019 | 76a Mostra Internacional de Cinema de Venècia    |                                           | Balloon                        | Nominat   |        |
| 2019 | Festival Internacional de Cinema de Toronto 2019 | Contemporary World Cinema                 | Balloon                        | Nominat   |        |
| 2019 | 24è Festival Internacional de Cinema de Busan    | A Window on Asian Cinema                  | Balloon                        | Nominat   |        |
| 2019 | 20th Tokyo Filmex                                |                                           | Balloon                        | Guanyador |        |
| 2019 | Asia-Pacific Film Festival                       | Millor pel·lícula                         | Balloon                        | Nominat   |        |
| 2019 | 5è Festival Internacional de Cinema de Chicago   | Millor guió                               | Balloon                        | Guanyador |        |
| 2019 | 2nd Hainan Island International Film Festival    | Millor pel·lícula                         | Balloon                        | Guanyador | [ 12 ] |